# Eupanacra septentrionalis
Eupanacra septentrionalis är en fjärilsart som beskrevs av Clayton Dissinger Mell 1922. Eupanacra septentrionalis ingår i släktet Eupanacra och familjen svärmare. Inga underarter finns listade i Catalogue of Life.